# Покажи мне Луну
«Покажи мне Луну» (англ. Fly Me to the Moon) — американский художественный фильм режиссёра Грега Берланти по сценарию Роуз Гилрой. Главные роли в фильме исполнили Скарлетт Йоханссон и Ченнинг Татум. Мировая премьера состоялась 8 июля 2024 года. Оригинальное название фильма — отсылка к популярному до сих пор джазовому шлягеру 1954 года «Fly Me to the Moon».

## Сюжет
В 1968 году в США ведётся подготовка к первой пилотируемой миссии на Луну. Проект сопровождают аварии и проблемы. НАСА решает привлечь специалиста по маркетингу Келли Джонс, дабы создать положительный образ астронавтов и при любых обстоятельствах сохранить лицо агентства в глазах общественности. Инициируется секретный проект запасного плана на тот случай, если миссия провалится. Келли привлекает команду, которая снимает высадку на Луну в павильоне.

## В ролях
- Скарлетт Йоханссон — Келли Джонс
- Ченнинг Татум — Коул Дэвис
- Джим Раш — Лэнс Веспертин
- Рэй Романо — Генри Смолс
- Вуди Харрельсон — Мо Беркус
- Кристиан Клименсон — Уолтер, пресс-агент
- Колин Джост —  Кук, сенатор
- Питер Джейкобсон —  Чак Медоуз

## Производство
В марте 2022 года стало известно, что кинокомпания Apple TV+ объявила о приобретении прав на распространение фильма за 100 миллионов долларов. Также было объявлено, что главные роли в фильме исполнят Скарлетт Йоханссон и Крис Эванс, а режиссёром станет Джейсон Бейтман. В мае Бейтман заявил, что рабочее название фильма «Проект Артемида», скорее всего, будет изменено. В следующем месяце он покинул проект, сославшись на творческие разногласия, и позже был заменён Грегом Берланти. Поиски нового режиссёра и занятость Берланти изменили график производства, что вынудило Криса Эванса также отказаться от участия в проекте. В июле Ченнинг Татум пришёл на смену Эванса. В сентябре Джим Рэш присоединился к актёрскому составу будущего фильма. Рэй Романо присоединился в октябре. Анна Гарсия и Вуди Харрельсон также вошли в актёрский состав.
Съёмки начались 27 октября 2022 года в Атланте, где был объявлен кастинг на роли сотрудников НАСА и агентов ФБР.
В декабре 2023 года, после совместной работы над фильмом «Наполеон», компания Apple заключила ещё одно соглашение с Sony Pictures о прокате фильма в кинотеатрах. В том же месяце стало известно, что премьера фильма запланирована на 12 июля 2024 года, при этом фильм уже не назывался «Проект „Артемида“».

## Отзывы и оценки
На сайте Rotten Tomatoes фильм имеет рейтинг 65% основанный на 221 отзыве, со средней оценкой 5,5/10. На Metacritic средневзвешенная оценка составляет 53 из 100 на основе 49 рецензий. 